# Warcupia
Warcupia es un género de hongos de la familia Pyronemataceae. Es un género monotípico, solo contiene la especie Warcupia terrestris, fue inicialmente aislado a partir de muestras de tierra tomadas cerca de los parques de la Universidad de Victoria, y en el suelo del Bosque nacional Sierra en el condado de Fresno, California. El nombre del género hace referencia a John Henry Warcup.